# DOT LT
DOT LT er et flyselskab fra Litauen, og er et datterselskab til Danish Air Transport. DOT LT flyver blandt andet ruteflyvninger i Norge, ligesom det har charter og fragtflyvninger.

## Historie
Selskabet blev grundlagt i 2003 under navnet Danu Oro Transportas, og var fra starten et 85% ejet datterselskab af det danske flyselskab Danish Air Transport. Dets første flyvning skete 1. februar 2004. Det var blandt andet på grund af et lavere omkostningsniveau i Litauen, der fik DAT til at flytte en del af aktiviteterne til landet.
Den 13. april 2006 skiftede selskabet navn fra Danu Oro Transportas til det nuværende, DOT LT.
I januar 2009 vandt DOT LT de offentlige kontrakter på fast flyvning på ruterne fra Oslo Lufthavn, Gardermoen til henholdsvis Røros Lufthavn og Fagernes Lufthavn med et Saab 340 fly. Kontrakterne var gældende fra april 2009 til april 2012.